# Португалия на зимних Олимпийских играх 1998
Португалия принимала участие в Зимних Олимпийских играх 1998 года в Нагано (Япония) в четвёртый раз за свою историю, но не завоевала ни одной медали. Впервые на зимних Олимпиадах в составе португальской команды выступала женщина.

## Результаты

### Конькобежный спорт
Мужчины
| Спортсмен        | Дистанция | Результат | Результат  | Результат |
| Спортсмен        | Дистанция | Время     | Отставание | Место     |
| ---------------- | --------- | --------- | ---------- | --------- |
| Фаусто Маррейруш | 5000 м    | 7:01.87   | +39.67     | 31        |

### Фристайл
Женщины
| Спортсменка     | Дисциплина | Квалификация | Квалификация | Финал                 | Финал                 |
| Спортсменка     | Дисциплина | Очки         | Место        | Очки                  | Место                 |
| --------------- | ---------- | ------------ | ------------ | --------------------- | --------------------- |
| Мафалда Перейра | акробатика | 118.86       | 21           | завершила выступления | завершила выступления |